# Abbronzatissimi 2 - Un anno dopo
Abbronzatissimi 2 - Un anno dopo è un film del 1993, diretto da Bruno Gaburro. La pellicola è il sequel di Abbronzatissimi del 1991.

## Trama
Tre amici, Maurizio, Jessica e Ricky partono per le vacanze sulla Riviera romagnola, al Grand Hotel di Cervia. Sulla spiaggia Maurizio rimane folgorato da Bea, una bella ragazza accompagnata da Alfredo, cinquantenne di stile e fascino. La ragazza è ambigua riguardo ad Alfredo; infatti mentre tutti ritengono sia il suo fidanzato, lei dice che è suo padre.
Daniela Senesi è una giovane ragazza benestante separata dal marito Piero, il quale è ancora innamorato di lei al punto da raggiungerla nello stesso albergo pur di riconquistarla. Daniela, che al contrario vuole ottenere il divorzio, si imbatte nell'idraulico russo Andrej, spacciandolo dietro lauto compenso come suo nuovo fidanzato. Piero decide di sfidarlo in un incontro di boxe, stringendo un patto con Daniela: se perde le concederà il divorzio, se vince trascorreranno insieme il resto delle vacanze.
Martino è uno scrittore che arriva in albergo insieme alla moglie Stella, con l'intento di conoscere l'importante editore Raimondo Mondì, per ottenere la pubblicazione di un libro. Per equivoco lo scambia con un salumiere, il quale non intuendo l'errore di persona da parte di Martino, gli propone uno scambio di coppie. 
Attilio, il direttore del Grand Hotel, intrattiene contemporaneamente una relazione con ben sei delle sue dipendenti, fino al giorno in cui viene smascherato da una di queste: insieme si prenderanno la loro vendetta.

## Distribuzione
Del film esiste una versione televisiva lunga, della durata di 140 minuti.

## Accoglienza
Il film riscosse maggiore successo in televisione che al cinema, dove incassò 738.000.000 di lire senza riuscire a eguagliare il suo predecessore.

## Prequel
Nel 1991 è stato distribuito il prequel del film, Abbronzatissimi, il quale si rivelò un vero successo commerciale.